# Luderbreiden
Luderbreiden ist eine Wüstung im Gebiet der heutigen Gemeinde Sinntal im Main-Kinzig-Kreis in Hessen. Die genaue Lage ist nicht bekannt. Vielleicht lag sie in der Gemarkung Altengronau.
Mit der historischen Namensform Luderbreyden wird der Ort 1295 erwähnt, ist zu diesem Zeitpunkt aber bereits wüst gefallen.